# Namaland
Namaland era un bantustan de l'antiga Àfrica del Sud-oest, actualment Namíbia. Es troba a la zona més meridional, i més propera a Sud-àfrica, que formava part de l'antiga Namaqualand. Tenia una extensió de 21.677 km² i una població de 35.000 habitants. La capital és Keetmanshoop.
Fou creat pels Nama, poble africà de parla khoisan. El 1989 fou dissolt i integrat a les regions de Hardap i Karas.
26° 34′ 36″ S, 18° 7′ 51″ E / 26.57667°S,18.13083°E